# Stefan Meyer-Kahlen
Stefan Meyer-Kahlen (Düsseldorf, 1968) è un programmatore tedesco.
È l'autore del motore scacchistico Shredder, che ha vinto numerosi titoli mondiali, tra i quali due edizioni del Campionato del mondo di scacchi per computer, tre edizioni del Campionato del mondo di scacchi per PC, quattro mondiali di scacchi blitz e un mondiale di scacchi960.
Stefan Meyer-Kahlen ha anche ideato e realizzato, in collaborazione con Rudolf Huber, il protocollo Universal Chess Interface.